# John Gordon (16e comte de Sutherland)
John Gordon, 16e comte de Sutherland (1661-1733) est un noble et un officier de l'armée écossaise.

## Biographie
Il est le fils unique de George Gordon (15e comte de Sutherland) (1633-1703), et de son épouse, Jean Wemmyss.
À la mort de son père en 1703, il devient comte de Sutherland. Il soutient la révolution de 1688 et est un commissaire pour l'union de l'Angleterre et de l'Écosse. Il est un représentant écossais dans quatre parlements, président de la chambre de commerce et de l'industrie et lord-lieutenant des huit comtés du nord de l'Écosse. En 1703, il est nommé conseiller privé par la reine Anne.
Il aide à mater le soulèvement jacobite de 1715. Après la fin de la rébellion, George Ier investit Gordon dans l'Ordre du Chardon et lui accorde une pension annuelle de 1 200 £ en reconnaissance de ses services. En 1719, il dirige son régiment dans la Bataille de Glen Shiel, qui met fin au troisième soulèvement jacobite.
Il reprend le nom de Sutherland au lieu de Gordon. En 1719, par décret, il est reconnu chef du clan Sutherland.

## Famille
Il se marie trois fois, d'abord avec Helen, fille de William Cochrane; en deuxièmes noces avec Katherine Tollemache, fille de Lionel Tollemache et Elizabeth Maitland ; et en troisièmes noces à Frances Hodgson. Il a deux enfants avec Helen:
- William Gordon (Lord Strathnaver) (19 décembre 1683 - 13 juillet 1720) qui épouse Catherine Morrison,
- Jean Gordon (vers 1692 Écosse - 11 février 1747 Virginia[4] ), qui a épousé James Lauderdale, fils de John Maitland (5e comte de Lauderdale).